# Vienna (grup musical)
Vienna és un grup de cantants de música pop en valencià d'Alacant. El formen Pau Castillo, Arturo Pérez Deltell, Julio Torres Soler i Víctor Pérez Muñoz, que a més de cantar toquen la guitarra, l'ukelele i el baix. Fins ara han publicat l'EP Hem trobat un pis per a llogar (LCM Records, 2020) i l'àlbum Tot allò que una vesprada morí amb les bicicletes (LCM Records, 2021), on hi participen músics com La Fúmiga, El Diluvi, Malifeta, Pep Mirambell, Sara Vera, Jo Jet i Maria Ribot o Ariox. El 2021 s'han incorporat al grup Víctor Pérez (bateria) i Julio Torres (guitarra, saxo i harmonies). La seva música té influències de grups com Els Jóvens i Manel.
Al gener de 2023 la banda va anunciar per Twitter la seua intenció de cantar en castellà i fer un estil musical diferent, i demanaven als seguidors respecte per esta decisió.